# Giovanni Filippo De Lignamine

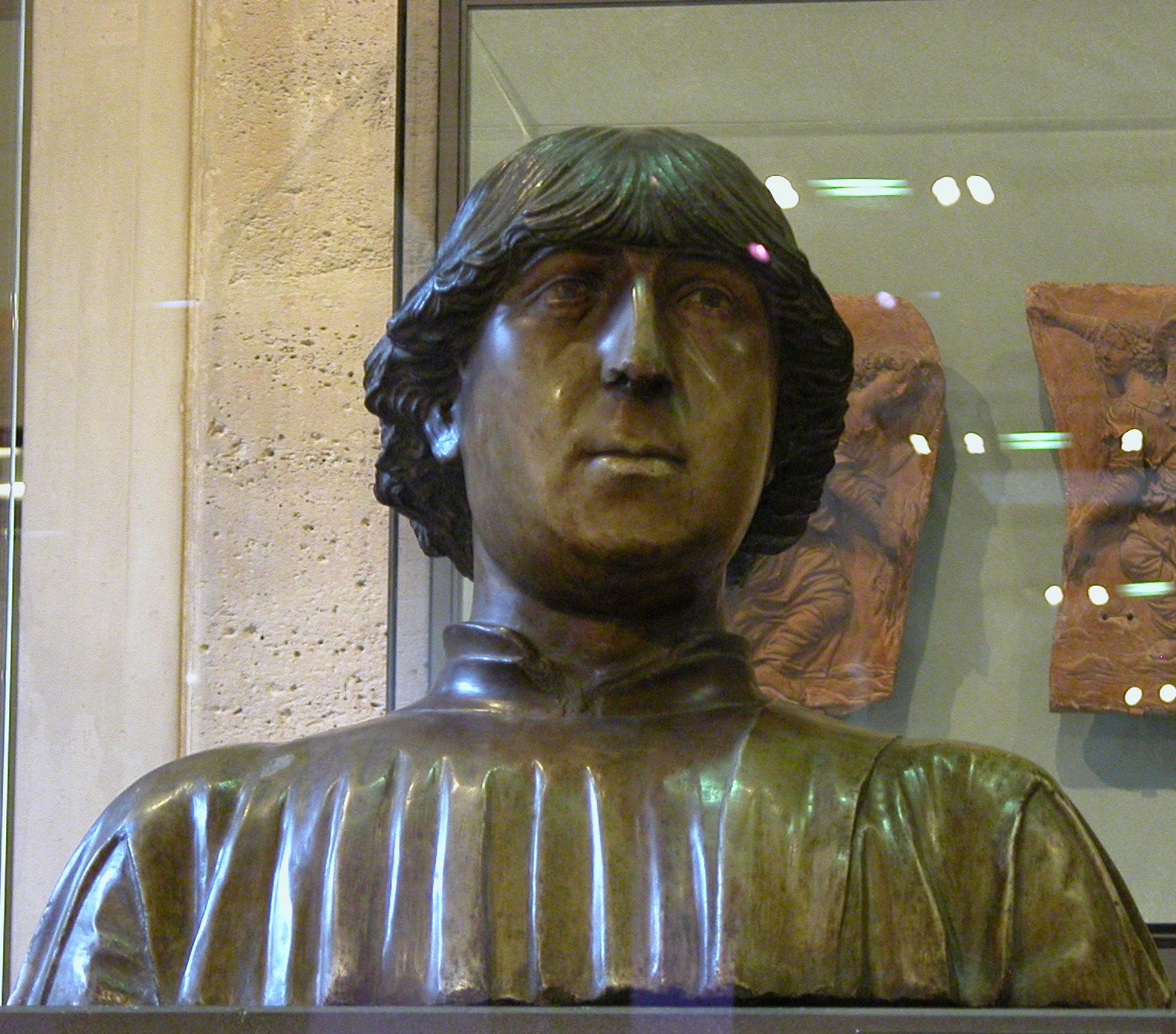
Ferrante d'Aragona, compagno di formazione di Filippo De Lignanime.

Giovanni Filippo De Lignamine (a volte latinizzato in Johannes Philippus de Lignamine, o volgarizzato in Giovanni Filippo La Legname; Messina, 1428 circa – ...) è stato un tipografo e editore italiano; fu il primo italiano ad aprire a Roma una tipografia per la stampa a caratteri mobili. Oltre che a questo primato, egli deve parte della sua fama anche a un opuscolo contenente una sorta di biografia di Ferrante d'Aragona, dal titolo Inclyti Ferdinandi Regis vita et laudes, che abbraccia il periodo dalla nascita del futuro sovrano fino all'anno 1472. Viene ritenuta erronea una tradizione che vorrebbe il De Lignamine medico e docente all'Università di Perugia.

## Biografia
Giovanni Filippo De Lignamine nacque da un'antica famiglia messinese di condizione abbastanza in vista: un suo esponente, ad esempio, tale Filippo di La Ligname, fu nominato "vita durante" da Martino I di Sicilia, nel 1405, "in officio capitaniae feriae nobilis civitatis Messanae ultram portam regalem". Potrebbe esser stato suo parente, anche se su questo non vi è certezza, l'alto prelato Francesco de Lignamine da Ferrara, che fu vicario generale in Roma di Pio II e che presiedette, nel 1461, un sinodo di tutto il clero della Curia romana. Fu invece con sicurezza suo nipote, un altro ecclesiastico della Curia romana, il frate domenicano Giovanni Filippo de Lignamine, un teologo e storico che dovette essere piuttosto in vista.
Bartolommeo Capasso, in una sua rassegna sulle fonti della storia napoletana medievale e moderna, nel sottolineare l'importanza della sua opera, lo ricorda anche come «non ignobile medico».
Si tratta di una delle frequenti menzioni che lo vorrebbero medico e didatta all'Università di Perugia, dove avrebbe conosciuto anche Francesco della Rovere, Maestro generale dell'ordine dei Frati Minori francescani e futuro papa Sisto IV. Ma, secondo Ernesto Pontieri, queste due ultime notizie sono prive di fondamento. La loro tradizione trae origine da «gratuite congetture» del Mandosio che furono entrambe confutate già nel Settecento, quando, come sostiene Pontieri, «il Marini, esaurientemente dimostrò, in una sua dotta opera su gli archiatri pontifici, com'egli non fosse né un medico, né tanto meno un docente di medicina».

### Presso la corte aragonese di Napoli

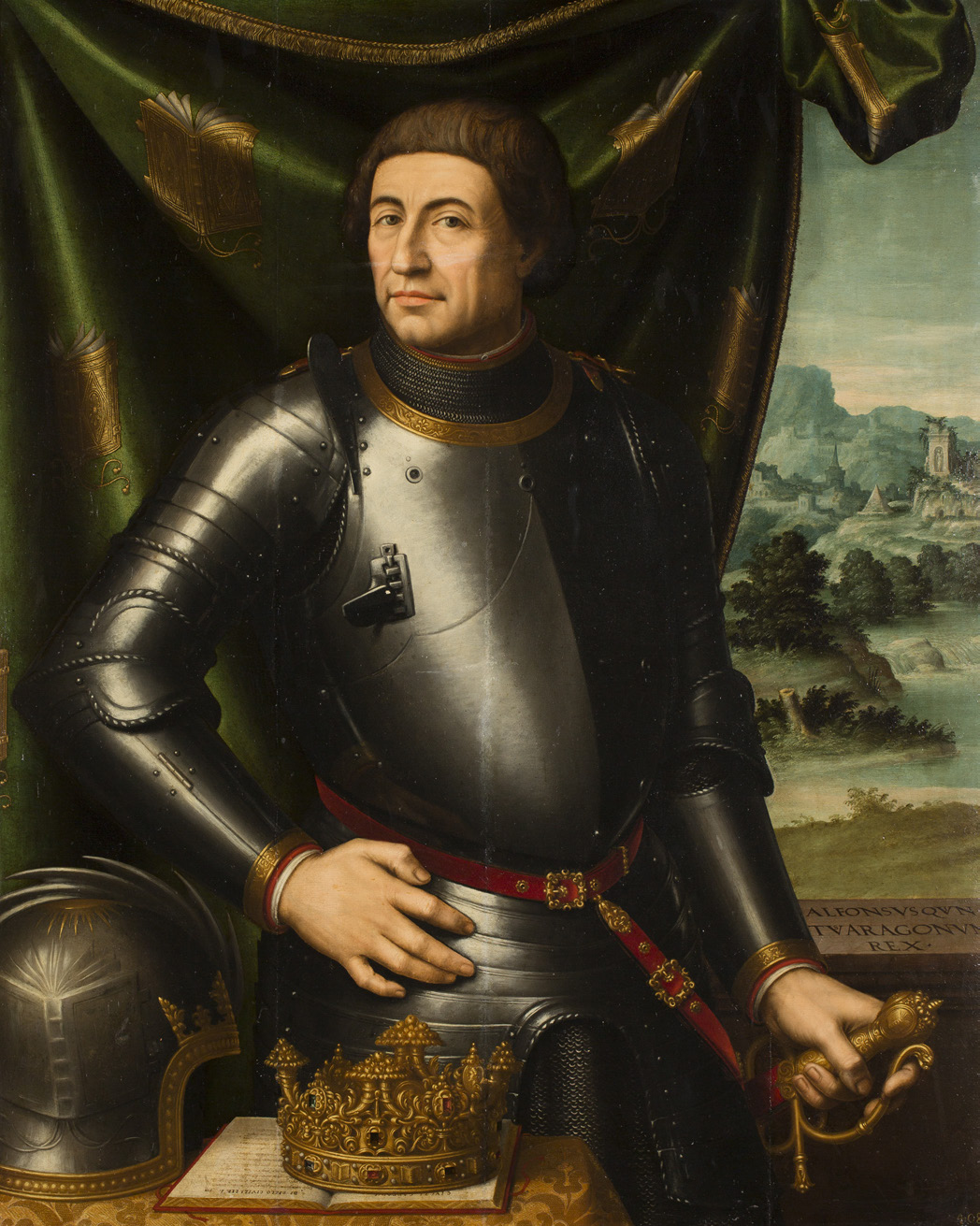
Alfonso V d'Aragona, presso la cui corte fu accolto Filippo De Lignanime.

Ancora in giovanissima età, si trasferì a Napoli, forse appena dopo la conquista del Regno di Napoli da parte di Alfonso I di Napoli, o forse direttamente al seguito del re, al pari di tanti altri siciliani durante la conquista.
Accolto presto alla corte napoletana di Alfonso I, ebbe la possibilità di ricevervi un'educazione di primissimo ordine, impartitagli dallo stesso precettore del giovane Ferrante I, Antonio Beccadelli il Panormita. La frequentazione a corte gli permise di venire a contatto con letterati ed eruditi della statura di Lorenzo Valla, di Bartolomeo Facio e del Porcellio (Giannantonio de' Pandoni), personalità che, insieme allo stesso Panormita, ebbero grande influenza sulla sua futura inclinazione.
Durante gli anni della sua permanenza alla corte napoletana, ricevette anche incarichi pubblici: dopo la nascita del duca di Calabria Alfonso II, venne ad esempio incaricato di esigere i "fasciola", così com'erano chiamati, nella sua originaria Sicilia, i tributi straordinari imposti al popolo in occasione della nascita di un rampollo reale.

### Trasferimento a Roma

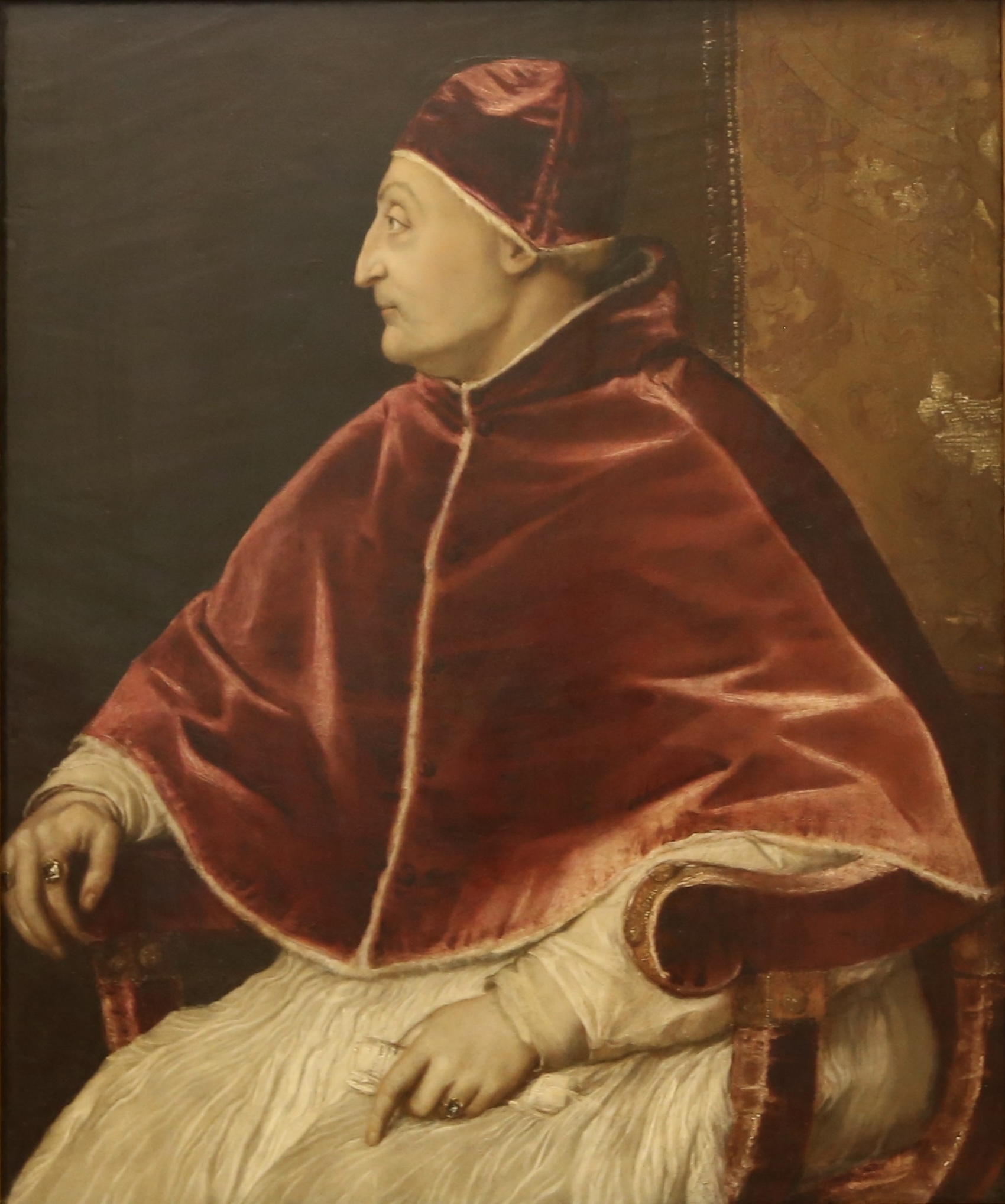
Ritratto del papa Sisto IV, che fu intimo amico di Lignamine.

In un'epoca imprecisata, ma sicuramente almeno dal 1469, si allontanò da moglie e figli per trasferirsi a Roma. Vi era attratto, come egli stesso ci informa, dalla passione per l'antica città e le sue antichità. Nella capitale pontificia diede inizio alla sua attività di editore.
Ma conservò sempre un legame di affetto e riconoscenza verso la corte aragonese, un sentimento che, a quanto si sa, dovette essere ricambiato dalla corte, alla quale egli poté ricorrere quando, dopo qualche anno di attività, si ritrovò in ristrettezze finanziarie. Un documento d'archivio ci informa infatti che Ferrante I, il 22 novembre 1476, gli concesse un guidaticum, ovvero un salvacondotto, che lo preservò temporaneamente da pretese creditorie; la garanzia di salvaguardia si accompagnava, alla scadenza del suo termine, all'ulteriore privilegio di aver modo di onorare i debiti contratti fuori dal Regno di Napoli, accedendo a una dilazione di sei mesi.

### Attività di tipografo
Intorno al 1470 si trasferì a Roma, dove regnava papa Paolo II. Nell'Urbe operavano da alcuni anni le prime tipografie che producevano libri con la nuova tecnica della stampa a caratteri mobili. I primi stampatori venivano dalla Germania: Ulrich Han, Sixtus Riessinger e i monaci Conrad Schweynheym e Arnold Pannartz (questi ultimi dopo aver lavorato tre anni a Subiaco). Dopo aver collaborato con Han ed aver appreso l'arte della stampa (De Lignamine commissionò al tipografo tedesco De elegantia linguae latinae di Lorenzo Valla), decise di aprire una tipografia in proprio, primo italiano nell'Urbe. Nel 1470 stampò le Vite dei dodici Cesari di Svetonio e l'editio princeps delle Institutiones oratoriae di Quintiliano. Nel 1471 impresse De elegantia linguae latinae di Lorenzo Valla. Nel 1472 salì al Soglio Pontificio Sisto IV. Durante il suo pontificato De Lignamine produsse numerose opere a carattere religioso.
Sua fu poi la pubblicazione, nel 1481, dell'editio princeps dell'Herbarium dello Pseudo-Apuleio, che egli afferma di aver effettuato da un codice dell'Abbazia di Montecassino. Negli anni trenta del Novecento, l'originale è stato identificato con il manoscritto Codex Casinensis 97 (xxv-xxviii) del IX secolo, andato perduto durante i bombardamenti subiti dall'abbazia nella seconda guerra mondiale.
Si deve a lui la pubblicazione degli Opuscula di Orazio, dei tre libri de Officiis di Sant'Ambrogio, nonché dei Sermones e delle Epistolae di papa Leone I.

## Opere

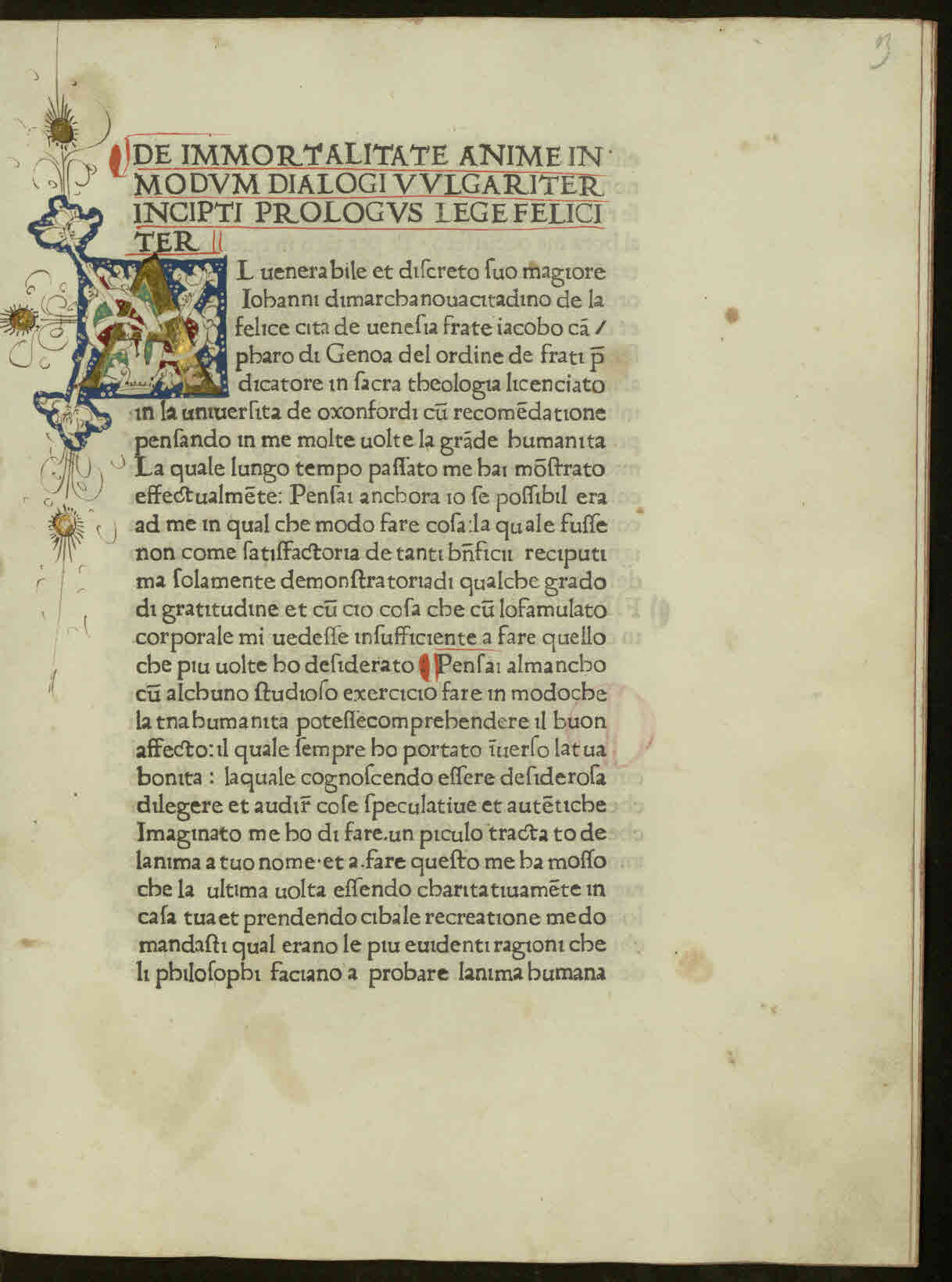
Dell'immortalità dell'anima di Giacomo Campora, 1472

Nella produzione scrittoria del De Lignamine, oltre alla già citata Inclyti Ferdinandi Regis vita et laudes..., vanno annoverate le prolisse prefazioni che antepose alle sue edizioni a stampa, «in un latino scorrevole e di sapore ciceroniano», con dediche indirizzate principalmente a Sisto IV, o ad altri prelati. 
Compose anche qualche opera organica, di scarso spessore, come una perduta Delle donne illustri.

### Inclyti Ferdinandi Regis vita et laudes...
Avente come oggetto re Ferrante d'Aragona (1424-1494), è l'opera più importante del De Lignamine. Il volume, di cui si conserva una sola quattrocentina, è succinto e di non elevato spessore, ma conserva una sua importanza per i dettagli che essa aggiunge alle fonti già note, dovuti alla conoscenza personale, e alla stretta familiarità, che l'autore maturò dalla frequentazione del dinasta aragonese, fin dagli anni della comune infanzia, quando entrambi furono educati presso la corte aragonese di Napoli dallo stesso precettore, il Panormita.
Edizioni
L'editio princeps fu pubblicata a Roma nel 1472.
Ne sopravvive una sola copia a Palermo, conservata nella Biblioteca Centrale della Regione siciliana, di cui costituisce uno dei più preziosi incunaboli..
L'opera è stata poi pubblicata nel 1796, nella Nuova raccolta di opuscoli di autori siciliani (Palermo, t. VIII, pp. 149–197) con correzioni di refusi e nuova veste tipografica. Essa è poi riprodotta e annotata nelle pagine da 37 a 56 della già citata opera del Pontieri, fatta salva l'espunzione di alcuni passaggi che il curatore ha ritenuto divaganti e stucchevoli, e di scarso rilievo storiografico.
Limiti e pregi del Ferdinandi Regis vita et laudes...
L'opera, dal succinto contenuto biografico, non spicca nemmeno per complessità dei contenuti, essendo diretta, per dichiarata intenzione dell'autore, all'esaltazione delle virtù del personaggio, uno scopo che l'autore persegue con prosa peraltro «lucida e scorrevole», ma con artificiosi esiti epidittici ed encomiastici.
L'opera ebbe anche una sua importanza politica, per i rapporti tra il sovrano aragonese e papa Sisto IV (al secolo Francesco della Rovere), intimo amico dell'autore, eletto al soglio papale appena l'anno prima, nel 1471: Lignamine colse subito l'occasione di quell'amicizia per provare a rasserenare i rapporti tra i due stati, piuttosto deteriorati negli anni dell'«irritabile Paolo II», adoperandosi personalmente per un'alleanza che si sarebbe concretizzata del 1474.
La Vita et laudes conserva poi un rilievo come fonte testuale primaria, grazie alla già citata contiguità e familiarità maturata dall'autore con il re aragonese fin dai tempi dell'infanzia e del comune magistero ricevuto dal Panormita, una circostanza che fece di lui un vero e proprio testimone oculare. Infatti, sfrondati delle esagerazioni retoriche ed encomiastiche, i contenuti dell'opera sono confermati da altre fonti coeve, a cui riescono però ad aggiungere dettagli importanti per la comprensione della personalità e delle vicende del sovrano aragonese.

### Chronica summorum pontificum imperatorumque ac de septem aetatibus mundi
La Chronica summorum pontificum imperatorumque ac de septem aetatibus mundi ex s. Hieronymo, Eusebio aliisque viris eruditis excerpta, edita da Giovanni Filippo De Lignamine il 14 luglio 1474 è anonima e la sua attribuzione è controversa. Ludovico Antonio Muratori attribuisce la parte della Chronica successiva alla trattazione di Riccobaldo da Ferrara allo stampatore stesso, che firma la lettera dedicatoria a papa Sisto IV, e ripubblica tale parte nei Rerum Italicarum scriptores con l'arbitrario titolo di Continuatio Chronici Ricobaldini ab anno MCCCXVI usque ad an. MCCCCLXIX, considerandola la continuazione fino al 1469 della Chronica de septem aetatibus mundi di Riccobaldo da Ferrara. Ludwig Hain la ritiene invece continuazione anonima del Chronicon pontificum et imperatorum di Martino Polono. Altri l'attribuisce al frate siracusano Filippo Barbieri, teologo domenicano, autore di alcune opere pubblicate dal De Lignamine. Pontieri l'ascrive all'omonimo nipote dello stampatore.
La Chronica è particolarmente importante perché contiene due testimonianze coeve sull'invenzione della stampa in Germania e sulla sua introduzione in Italia, che forniscono persino informazioni sulla produzione giornaliera delle prime tipografie, l'una sotto l'anno 1458, l'altra dopo il luglio 1465 (quando avvenne la morte di Jacopo Piccinino):
(Chronica summorum pontificum imperatorumque ac de septem aetatibus mundi, c. [m1r-v])
(Chronica summorum pontificum imperatorumque ac de septem aetatibus mundi, c. [m6r])

## Fonti biografiche
Molte notizie sul De Lignamine si apprendono, anche indirettamente, dalle prefazioni e dalle prolisse dediche che egli premise a opere da lui date alle stampe. Il suo probabile anno di nascita, ad esempio, è desumibile dalla prefazione e dedica al cardinale Francesco Gonzaga, premessa a un'edizione a stampa dell'Herbarium dello Pseudo-Apuleio, mentre altre importanti notizie della sua vita si ricavano dal prologo alla sua Vita di Ferrante d'Aragona.
Tutto quanto si sa di lui è poi riportato da autori successivi, ma le notizie tràdite sulla sua vita sono state costellate da frequenti inesattezze e fantasie, fino a quando nel 1853 uscì la bio-bibliografia (definita «compiuta e sicura» dal Pontieri) scritta da Vito Capialbi, erudito e bibliofilo calabrese.